# Castell de Meda
El Castell de Meda és un edifici de Sant Sadurní d'Osormort (Osona) declarat bé cultural d'interès nacional.

## Descripció
El castell de Meda es troba a la cim d'un turó prop del coll de Meda; el turó és una roca totalment pelada i de forts pendents. Del castell només resten uns petits panys de mur de 5 o 6 filades de carreuons simplement escairats, units amb morter de calç, que devien fer de tancament del recinte.

## Història
El castell de Meda substituí el de Sant Llorenç en la denominació d'un terme que comprenia els actuals termes municipals de Sant Julià de Vilatorta (excepte Vilalleons), Folgueroles, Sant Sadurní d'Osormort, Espinelves i Calldetenes.
La fortalesa està documentada des de l'any 992 juntament amb el castell de Sant Llorenç, i el 1007 ja consta com a realitzada la substitució i a partir d'aquell moment apareix el castell de Meda per anomenar el terme. El domini dels dos castells estigué en mans del comte de Barcelona fins que se'ls vengué als seus feudataris: els Gurb-Queralt. Després van passar al bisbat de Vic però aquesta família continuà sent feudatària. L'any 1253 els Balenyà van passar a ser els feudataris de Meda.
Malgrat que al llarg del temps diverses famílies van tenir alguns drets sobre el castell de Meda, els bisbes de Vic van ser els senyors eminents fins a la desaparició dels senyorius jurisdiccionals.